# Клеменс фон Бецард
Клеменс Ріттер фон Бецард (нім. Klemens Ritter von Bezard; 30 жовтня 1877, Пшиборув — 21 лютого 1918, Отрантська протока) — австро-угорський офіцер-підводник, корветтен-капітан.

## Біографія
Син оберста Йоганна фон Бецарда і його дружини Анни Марії, уродженої Гартенауер. Його батько був майором у 20-му Галицькому піхотному полку «Принц Генріх Прусський» в Новому Сончі. За заслуги в австро-прусській війні 1866 року він отримав орден Залізної Корони 3-го класу і спадкове лицарське звання. Родина Бецард жила в маєтку, подарованому батькові Клеменса за його бездоганну службу в австро-угорській армії.
У віці 16 років (вересень 1893) Клеменс Безард вступив до Імператорської та Королівської військово-морської академії у Фіуме, яка була єдиним центром підготовки майбутніх морських офіцерів австрійського флоту. У період з жовтня 1908 по квітень 1909 року брав участь у курсах офіцерів-торпедників і підводних човнів.
З травня 1909 року керував будівництвом підводного човна SM U-2. З 22 червня 1911 по 10 травня 1912 року — командир SM U-2. Човен був навчальним і здійснював до десяти навчальних рейсів на місяць.
З 10 травня 1912 по 31 грудня 1913 року командував малим торпедним катером SM Tb XXXV і закінчив курси офіцерів-артилеристів. Після початку Першої світової війни його призначили офіцером 190-мм артилерії на лінкор «Ерцгерцог Карл». Бецард служив на лінкорі з 4 серпня 1914 року по 16 грудня 1915 року. З 17 грудня 1915 по 27 травня 1916 року командував підводним човном SM U-1.
З 28 травня 1916 по 14 квітня 1917 року командував підводним човном SM U-20. 18 вересня 1916 року човен був спущений на воду. Ходові випробування проходили протягом наступних кількох місяців, під час яких корабель зазнавав модифікацій та ремонту численних дефектів. Під час одного з випробувань 15 березня 1917 року в Фажанському каналі SM U-20 був протаранений легким крейсером «Адмірал Шпаун». В результаті цього інциденту на кораблі була пошкоджена бойова рубка, погнуті перископи, зламана палубна гармата. Після цього випадку корабель ще 7 місяців був на ремонті. 11 квітня 1917 року Бецард був покараний письмовою доганою, а потім 14 квітня 1917 року переведений на SM U-23.
З 15 квітня 1917 по 21 лютого 1918 року командував SM U-20. U-23 був спущений на воду 5 січня 1917 року. Як і U-20, протягом наступних кількох місяців проходили ходові випробування U-23, під час яких корабель зазнавав модифікацій та ремонту численних дефектів. 23 серпня під час випробувань корабель занурився на глибину 42 метри. Він нарешті вступив на службу 1 вересня 1917 року. У вересні та жовтні екіпаж проходить навчання біля порту в Полі. У період з 28 листопада по 3 грудня 1917 року корабель здійснював бойове патрулювання в районі Пезаро (між Ріміні і Анконою). За ці шість днів з'явилися різні технічні недоліки, тому після закінчення рейсу U-23 був змушений відправитися на базу Пола для проведення необхідного ремонту. Після їх завершення 23 грудня його передали на базу в Катарро, куди він прибув 25 грудня. 1 лютого 1918 року на надводних частинах, що дислокувалися на базі, збунтувалися моряки. Моряки з підрозділів підводних човнів участі в заколоті не брали. Після того, як заколот було відвернено, 20 лютого 1918 року екіпаж U-23 отримав наказ відправитися на патрулювання для боротьби з кораблями противника в протоці Отранто.
Під командуванням Клеменса фон Бецарда U 23 21 лютого 1918 року в районі протоки Отранто зіткнулася з італійським конвоєм у супроводі трьох торпедних катерів, який перевозив 1000 солдатів з Бриндізі до Валони. Командир підводного човна почав маневри, щоб зайняти позицію, зручну для наступу. Один з торпедних катерів, Airone, помітивши субмарину, змінив курс, маючи намір протаранити її. Транспортер змінив курс, і найближчий торпедний катер з 500 метрів почав кидатися на видимий у воді перископ. Бецард був настільки зайнятий керівництвом атакою на пароплав, що не помітив наміру торпедного катера. Випустивши торпеду, підводний човен піднявся так, що рубка виявилася на поверхні моря. Airone скинув глибинні бомби, вибухи яких спочатку не пошкодили човна. Після занурення U-23 зіткнувся з начниненим вибухівкою підводним тралом, який буксував Airone, і був затоплений. Всі члени екіпажу загинули.

## Сім'я
В 1911 році одружився в Кракові з Анною Марією Елеонорою Пауліною (21 вересня 1889, Відень), єдиною дочкою генерал-полковника Пауля Пугалло фон Брлога, тодішнього командира 46-ї піхотної дивізії Краківської оборони в Кракові. В пари народились двоє синів — Клеменс (15 жовтня 1912, Пула) та Андреас (31 жовтня 1916, Братислава).

## Звання
- Лейтенант фрегата (1 листопада 1901)
- Лейтенант лінкора (1 травня 1908)
- Корветтен-капітан (1 травня 1918, посмертно)

## Нагороди
- Ювілейний хрест
- Пам'ятний хрест 1912/13
- Військовий хрест Карла (1917)
- Бронзова медаль «За військові заслуги» (Австро-Угорщина) (1 січня 1918)